# Mastax brittoni
Mastax brittoni é uma espécie de carabídeo da tribo Brachinini, com distribuição restrita à Taiwan.